# Ib Schønberg
Ib Christian Albert von Cotta Schønberg (Copenaghen, 23 ottobre 1902 – Skodsborg, 24 settembre 1955) è stato un attore danese.
Ib Schønberg è considerato uno dei maggiori attori danesi del XX secolo.

## Biografia
Figlio di un chimico, Schønberg si interessò ben presto alla recitazione. Debuttò nel 1920 e proseguì per circa un decennio l'attività di attore teatrale.
Ebbe il suo debutto cinematografico nel 1922 nel film La stregoneria attraverso i secoli di Benjamin Christensen. Al 1930 si era costruito una reputazione come attore comico, spesso personaggio principale di una coppia di comici, o nel ruolo di poliziotto ben intenzionato, e personaggi similari. Durante la seconda guerra mondiale cominciò ad interpretare anche ruoli drammatici, e mantenne l'alternanza fra i due tipi di personaggi per tutta la sua vita, stabilendosi come uno dei maggiori attori del film d'arte danese.
Era ben noto per la sua propensione ad impersonare il "colosso dai piedi d'argilla", personaggio altero e apparentemente superiore, che tuttavia si raddolciva mano a mano che il film si avvicinava alla conclusione. Fra i suoi ruoli seri di maggiore effetto si ricordano il gretto informatore di Afsporet, di Bodil Ipsen e Lau Lauritzen Jr. (1942); il sadico direttore di orfanotrofio nel film di impegno sociale Kampen mod uretten di Ole Palsbo (1949); e le sue interpretazioni di alcolizzati in Ta', hvad du vil ha', sempre di Palsbo (1947), e Café Paradis, di Lau Lauritzen Jr. e Bodil Ipsen (1950). Negli ultimi anni d'attività compariva regolarmente nei numerosi adattamenti cinematografici delle opere di Morten Korch, autore di allora popolari storie sulla Danimarca rurale, spesso nel ruolo del fraterno amico del protagonista, o, nella serie di film Far til fire di Alice O'Fredericks, nel ruolo di padre di famiglia vedovo con bambini.
Eccettuati alcuni film di produzione svedese, Schønberg interpretò solo film danesi: nel 1940 gli venne offerta la parte di Martin Lutero in una produzione hollywoodiana, che tuttavia declinò.
Ib Schønberg prese parte alla totalità dei film prodotti in Danimarca nel 1949, e negli ultimi sei anni di vita girò ben 60 film. Su di lui circolava il detto che, su ogni dieci film prodotti in Danimarca, Schønberg ne interpretava undici. Era un personaggio pubblico, appariva ad inaugurazioni e manifestazioni mondane e culturali, e rilasciava spesso interviste. Occupandosi saltuariamente anche di teatro nella sua vita matura, era direttore della Circus-Revy.
Schønberg si ammalò di polmonite nel maggio 1955, e, dopo qualche mese costretto a letto, morì il 24 settembre dello stesso anno.

## Premi
Schønberg ricevette il Premio Bodil come attore non protagonista una prima volta nel 1948 per il suo ruolo di Oscar Bergholtz nel film Ta', hvad du vil ha', e successivamente nel 1951 per il film Café Paradis.  

## Filmografia
- La stregoneria attraverso i secoli (Häxan), regia di Benjamin Christensen  (1922)
- Hr. Tell og søn, regia di Lau Lauritzen Sr.  (1930)
- De blaa drenge, regia di George Schnéevoigt (1933)
- Københavnere, regia di Lau Lauritzen Sr. (1933)
- Ud i den kolde sne, regia di Alice O'Fredericks e Lau Lauritzen Sr. (1934)
- Barken Margrethe af Danmark, regia di Lau Lauritzen Sr. (1934)
- København, Kalundborg og - ?, regia di Ludvig Brandstrup e Holger Madsen (1934)
- Week-End, regia di Alice O'Fredericks e Lau Lauritzen Jr. (1935)
- Provinsen kalder, regia di Lau Lauritzen Sr. (1935)
- Kidnapped, regia di Lau Lauritzen Jr. e Alice O'Fredericks (1935)
- Bag Københavns kulisser, regia di Arne Weel (1935)
- Snushanerne, regia di Lau Lauritzen Jr. e Alice O'Fredericks (1936)
- Panserbasse, regia di Lau Lauritzen Jr. e Alice O'Fredericks (1936)
- Giftes - nej tak, regia di Lau Lauritzen Sr. e Holger Madsen (1936)
- Flådens blå matroser, regia di Jon Iversen (1937)
- Inkognito, regia di Valdemar Lauritzen (1937)
- Plat eller krone, regia di Jon Iversen (1937)
- En lille tilfældighed, regia di Johan Jacobsen (1939)
- I dag begynder livet, regia di Lau Lauritzen Jr. e Alice O'Fredericks (1939)
- Pas på svinget i Solby, regia di Lau Lauritzen Jr. e Alice O'Fredericks (1940)
- En ganske almindelig pige, regia di Lau Lauritzen Jr. e Alice O'Fredericks (1940)
- Familien Olsen, regia di Lau Lauritzen Jr. e Alice O'Fredericks (1940)
- Frøken Kirkemus, regia di Lau Lauritzen Jr. e Alice O'Fredericks (1941)
- Tag til Rønneby kro, regia di Alice O'Fredericks  e Jon Iversen (1941)
- Far skal giftes, regia di Lau Lauritzen Jr. (1941)
- Niels Pind og hans dreng, regia di Axel Frische (1941)
- Søren Søndervold, regia di Lau Lauritzen Jr. (1942)
- Afsporet, regia di Bodil Ipsen e Lau Lauritzen Jr. (1942)
- En herre i kjole og hvidt, regia di Bodil Ipsen (1942)
- Lykken kommer, regia di Emanuel Gregers (1942)
- Tyrannens fald, regia di Alice O'Fredericks  e Jon Iversen (1942)
- Frøken Vildkat, regia di Lau Lauritzen Jr. e Alice O'Fredericks (1942)
- Op med humøret, regia di Ole Berggreen (1943)
- En pige uden lige, regia di Lau Lauritzen Jr. (1943)
- Det ender med bryllup, regia di Lau Lauritzen Jr. (1943)
- Hans onsdagsveninde, regia di Lau Lauritzen Jr. e Alice O'Fredericks (1943)
- Biskoppen, regia di Emanuel Gregers (1944)
- Otte akkorder, regia di Johan Jacobsen (1944)
- Elly Petersen, regia di Alice O'Fredericks  e Jon Iversen (1944)
- Teatertosset, regia di Alice O'Fredericks (1944)
- Frihed, lighed og Louise, regia di Lau Lauritzen Jr. (1944)
- Mordets melodi, regia di Bodil Ipsen (1944)
- De kloge og vi gale, regia di Lau Lauritzen Jr. e Alice O'Fredericks (1945)
- Man elsker kun een gang, regia di Emanuel Gregers (1945)
- Panik i familien, regia di Lau Lauritzen Jr. e Alice O'Fredericks (1945)
- Affæren Birte, regia di Lau Lauritzen Jr. e Alice O'Fredericks (1945)
- Jeg elsker en anden, regia di Lau Lauritzen Jr. e Alice O'Fredericks  (1946)
- Hans store aften, regia di Svend Rindom (1946)
- Diskret ophold, regia di Ole Palsbo (1946)
- Ta', hvad du vil ha', regia di Ole Palsbo (1947)
- Calle og Palle, regia di Rolf Husberg (1947)
- Røverne fra Rold, regia di Lau Lauritzen Jr. (1947)
- Familien Swedenhielm, regia di Lau Lauritzen Jr. (1947)
- Lise kommer til byen, regia di Lau Lauritzen Jr. e Alice O'Fredericks  (1947)
- Mani, regia di Jens Henriksen e Holger Gabrielsen  (1947)
- Tre år efter, regia di Johan Jacobsen (1948)
- Mens porten var lukket, regia di Asbjørn Andersen (1948)

- Hvor er far?, regia di Charles Tharnæs (1948)
- Vi vil ha' et barn, regia di Lau Lauritzen Jr. e Alice O'Fredericks (1949)
- Lejlighed til leje, regia di Emanuel Gregers (1949)
- John og Irene, regia di Asbjørn Andersen (1949)
- Kampen mod uretten, regia di Ole Palsbo (1949)
- Den stjålne minister, regia di Emanuel Gregers (1949)
- Det hændte i København, regia di Stig Lommer (1949)
- Det gælder os alle, regia di Svend Rindom (1949)
- For frihed og ret, regia di Svend Methling (1949)
- De røde heste, regia di Alice O'Fredericks e Jon Iversen (1950)
- I gabestokken, regia di Leck Fischer (1950)
- Mosekongen, regia di Alice O'Fredericks e Jon Iversen (1950)
- Din fortid er glemt, regia di Charles Tharnæs  (1950)
- Den opvakte jomfru, regia di Alice O'Fredericks (1950)
- Lynfotografen, regia di Mogen Fønss (1950)
- Susanne, regia di Torben Anton Svendsen (1950)
- Café Paradis, regia di Lau Lauritzen Jr. e Bodil Ipsen (1950)
- Historien om Hjortholm, regia di Asbjørn Andersen, Poul Bang e Annelise Reenberg (1950)
- Fodboldpræsten, regia di Alice O'Fredericks (1951)
- Fireogtyve timer, regia di Asbjørn Andersen e Annelise Reenberg (1951)
- Vores fjerde far, regia di Jon Iversen (1951)
- Det sande ansigt, regia di Lau Lauritzen Jr. e Bodil Ipsen (1951)
- Fra den gamle købmandsgård, regia di Annelise Reenberg  e Svend Methling (1951)
- Bag de røde porte, regia di Jens Henriksen e Asbjørn Andersen (1951)
- Det gamle guld, regia di Alice O'Fredericks e Jon Iversen  (1951)
- Lyntoget, regia di Aage Wiltrup (1951)
- Hold fingrene fra mor, regia di Jon Iversen (1951)
- Ta' Pelle med, regia di Jon Iversen (1952)
- Mød mig på Cassiopeia, regia di Torben Anton Svendsen  (1951)
- Unge piger forsvinder i København, regia di Paul Sarauw (1951)
- Dorte, regia di Jon Iversen (1951)
- Det store løb, regia di Alice O'Fredericks  (1952)
- Vi arme syndere, regia di Erik Balling e Ole Palsbo (1952)
- Kærlighedsdoktoren, regia di Asbjørn Andersen (1952)
- Avismanden, regia di Jon Iversen (1952)
- Rekrut 67 Petersen, regia di Poul Bang (1952)
- Husmandstøsen, regia di Alice O'Fredericks (1952)
- Min søn Peter, regia di Jon Iversen (1953)
- Sønnen, regia di Torben Anton Svendsen (1953)
- Hejrenæs, regia di Svend Methling (1953)
- Far til fire, regia di Alice O'Fredericks  (1953)
- Ved Kongelunden, regia di Poul Bang (1953)
- Vi som går køkkenvejen, regia di Erik Balling (1953)
- Den gamle mølle på Mols, regia di Annelise Reenberg (1953)
- Fløjtespilleren, regia di Alice O'Fredericks (1953)
- Kriminalsagen Tove Andersen, regia di Sven Methling e Aage Wiltrup[(1953)
- Far til fire i sneen, regia di Alice O'Fredericks (1954)
- Hendes store aften, regia di Annelise Reenberg (1954)
- Kongeligt besøg, regia di Erik Balling (1954)
- I kongens klær, regia di Poul Bang (1954)
- Jan går til filmen, regia di John Hilbert e Torben Anton Svendsen (1954)
- Arvingen, regia di Alice O'Fredericks e Jon Iversen  (1954)
- En sømand går i land, regia di Lau Lauritzen Jr. (1954)
- Blændværk, regia di Johan Jacobsen (1955)
- Bruden fra Dragstrup, regia di Annelise Reenberg (1955)
- Gengæld, regia di Peer Guldbrandsen (1955)